# Dancin' on the Edge
Albums de Lita Ford
Out For Blood
(1983) Lita
(1988)
Singles
Dancin' On The Edge est le second album de Lita Ford, paru en 1984 sur le label Mercury Records.

## Titres
Toutes les pistes par Lita Ford, sauf indication.
1. "Gotta Let Go" – 4:39 - (L.Ford, G.Leib)
2. "Dancin' on the Edge" – 5:00
3. "Dressed to Kill" – 3:44
4. "Hit 'N Run" – 3:54
5. "Lady Killer" – 3:41
6. "Still Waitin'" – 4:20
7. "Fire in My Heart" – 3:46
8. "Don't Let Me Down Tonight" – 4:42
9. "Run With the $" – 4:21

## Singles
- 1983: Dressed To Kill
- 1984: Gotta Let Go

## Musiciens

### Composition du groupe
- Lita Ford - Chants, Guitare
- Hugh McDonald - Basse
- Randy Castillo - Batterie

### Autres musiciens
- Robbie Kondor - Synthétiseurs
- Aldo Nova - Synthétiseurs
- Jeff Lieb - Synthétiseurs, Chœurs